# Triple Crown (Poker)
Als Triple Crown bezeichnet man die Leistung eines Pokerspielers, mindestens ein Bracelet bei der World Series of Poker (WSOP) sowie ein Main Event der World Poker Tour (WPT) und European Poker Tour (EPT) (bzw. PokerStars Championship (PSC)) gewonnen zu haben. Dies haben bisher 9 Spieler erreicht.

## Geschichte
Der US-Amerikaner Gavin Griffin vollendete 2008 mit seinem Sieg beim WPT-Main-Event in Atlantic City als erster Spieler die Triple Crown, nachdem er bereits 2004 ein Bracelet bei der WSOP in Las Vegas und 2007 das Main Event der EPT in Monte-Carlo gewonnen hatte. Der Brite Jake Cody vollendete bei der WSOP Anfang Juni 2011 im Alter von 22 Jahren und damit als bisher jüngster Spieler die Triple Crown. 2017 wurde statt der EPT die PokerStars Championship ausgespielt, deren Titel mit EPT-Titeln gleichzusetzen sind. Bei der WSOP 2017 vollendeten mit Mohsin Charania und Harrison Gimbel gleich zwei Spieler die Triple Crown.

## Gewinner der Triple Crown
| # | Spieler              | Herkunft               | Vollendet am  | Alter bei Vollendung   | Erster WSOP-Titel | Erster WPT-Titel | Erster EPT-/PSC-Titel | Quelle |
| - | -------------------- | ---------------------- | ------------- | ---------------------- | ----------------- | ---------------- | --------------------- | ------ |
| 1 | Gavin Griffin        | Vereinigte Staaten     | 31. Jan. 2008 | 26 Jahre, 156 Tage     | 2004              | 2008             | 2007                  |        |
| 2 | Roland De Wolfe      | Vereinigtes Konigreich | 14. Juni 2009 | 29 Jahre, 196 Tage     | 2009              | 2005             | 2006                  |        |
| 3 | Jake Cody            | Vereinigtes Konigreich | 3. Juni 2011  | 22 Jahre, 334 Tage     | 2011              | 2010             | 2010                  |        |
| 4 | Bertrand Grospellier | Frankreich             | 14. Juni 2011 | 30 Jahre, 126 Tage     | 2011              | 2008             | 2008                  |        |
| 5 | Davidi Kitai         | Belgien                | 21. Apr. 2012 | 32 Jahre, 206 Tage     | 2008              | 2011             | 2012                  |        |
| 6 | Mohsin Charania      | Vereinigte Staaten     | 29. Juni 2017 | 32 Jahre, 122 Tage     | 2017              | 2013             | 2012                  |        |
| 7 | Harrison Gimbel      | Vereinigte Staaten     | 8. Juli 2017  | 26 Jahre, 278 Tage     | 2017              | 2016             | 2010                  |        |
| 8 | Niall Farrell        | Vereinigtes Konigreich | 2. Nov. 2017  | 30 Jahre, 027 Tage     | E 2017 E          | 2016             | 2015                  |        |
| 9 | Roberto Romanello    | Vereinigtes Konigreich | 26. Juli 2020 | 43 Jahre, 269–299 Tage | O 2020 O          | 2011             | 2010                  |        |

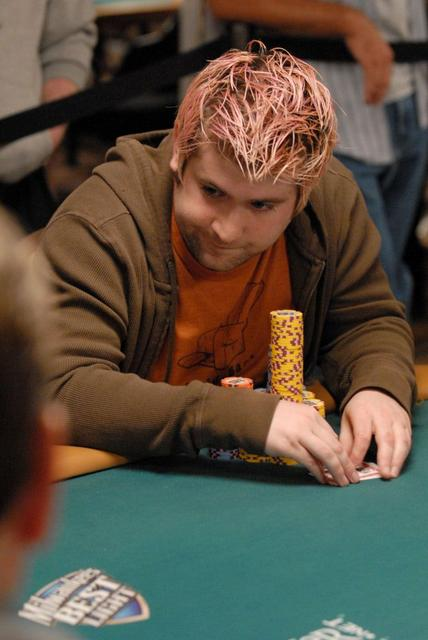
Gavin Griffin (2007)
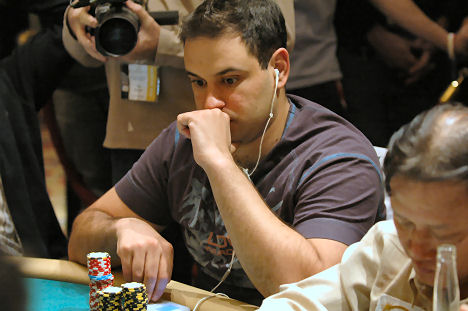
Roland De Wolfe (2006)
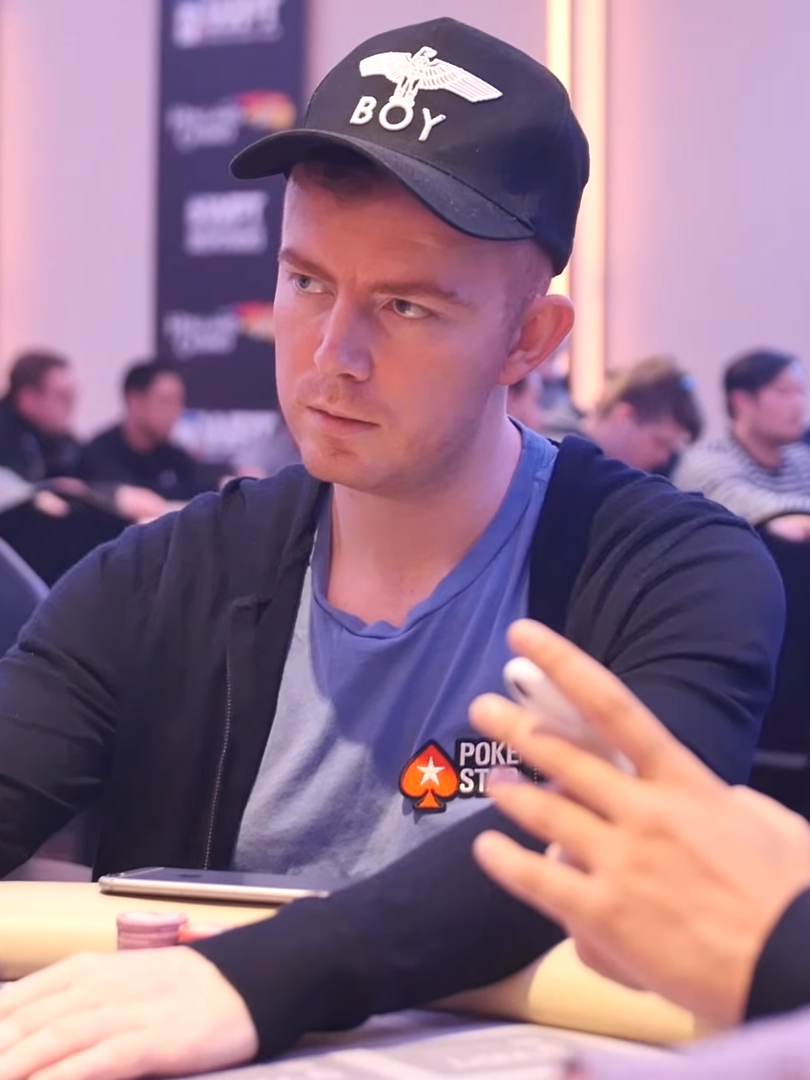
Jake Cody (2017)
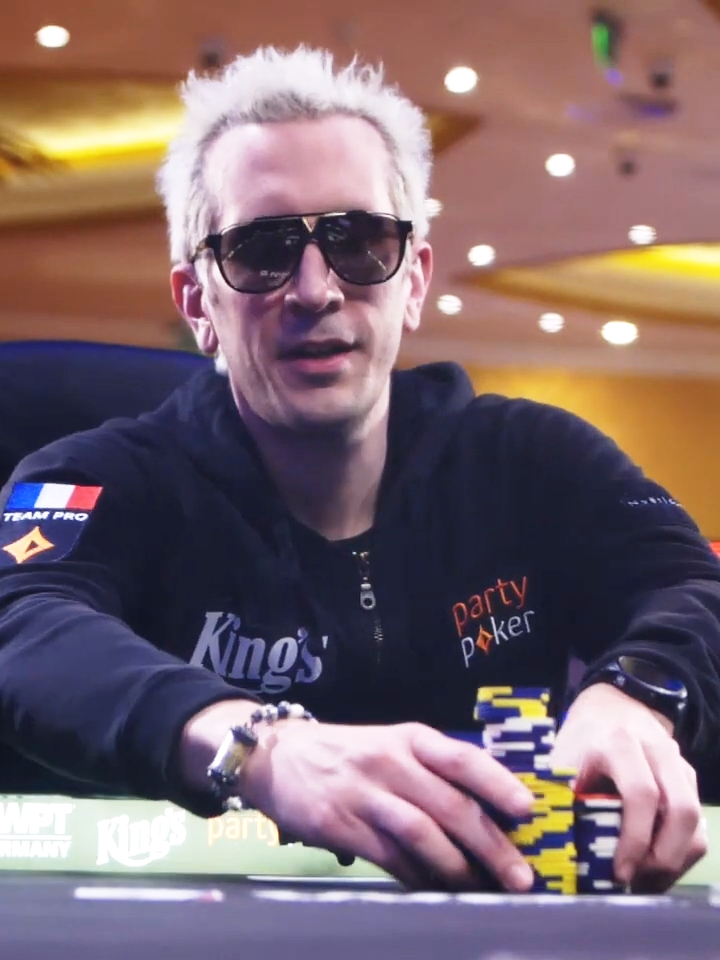
Bertrand Grospellier (2020)
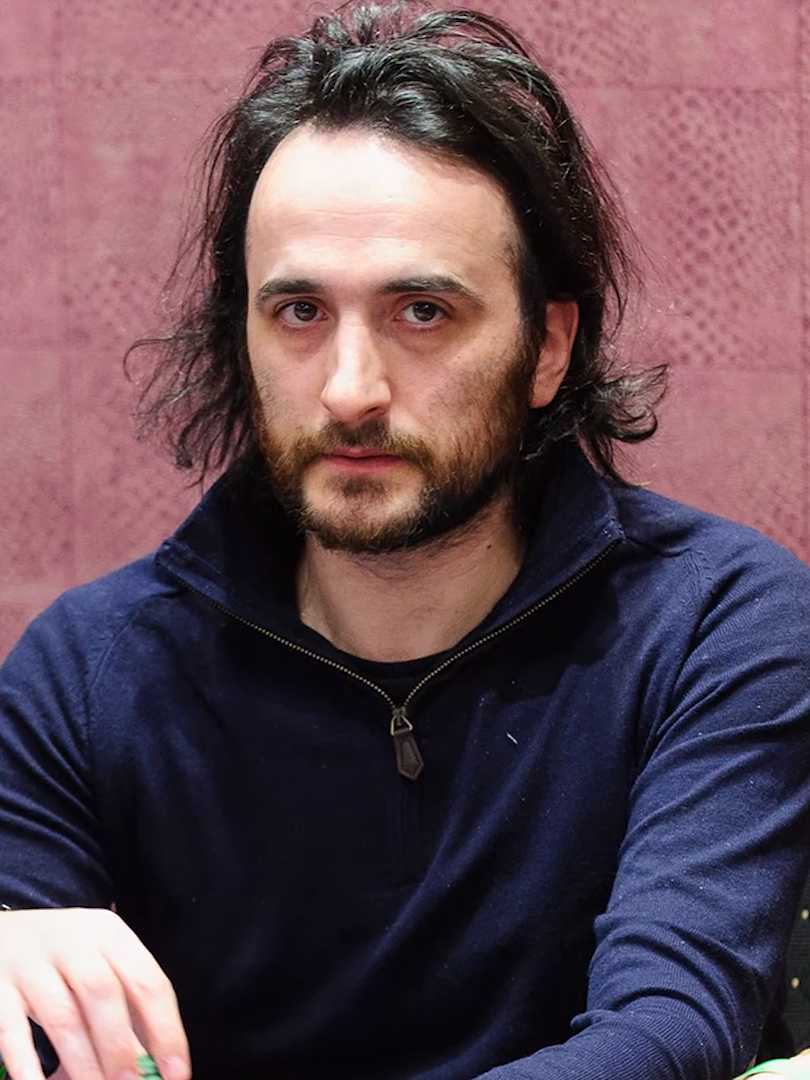
Davidi Kitai (2018)
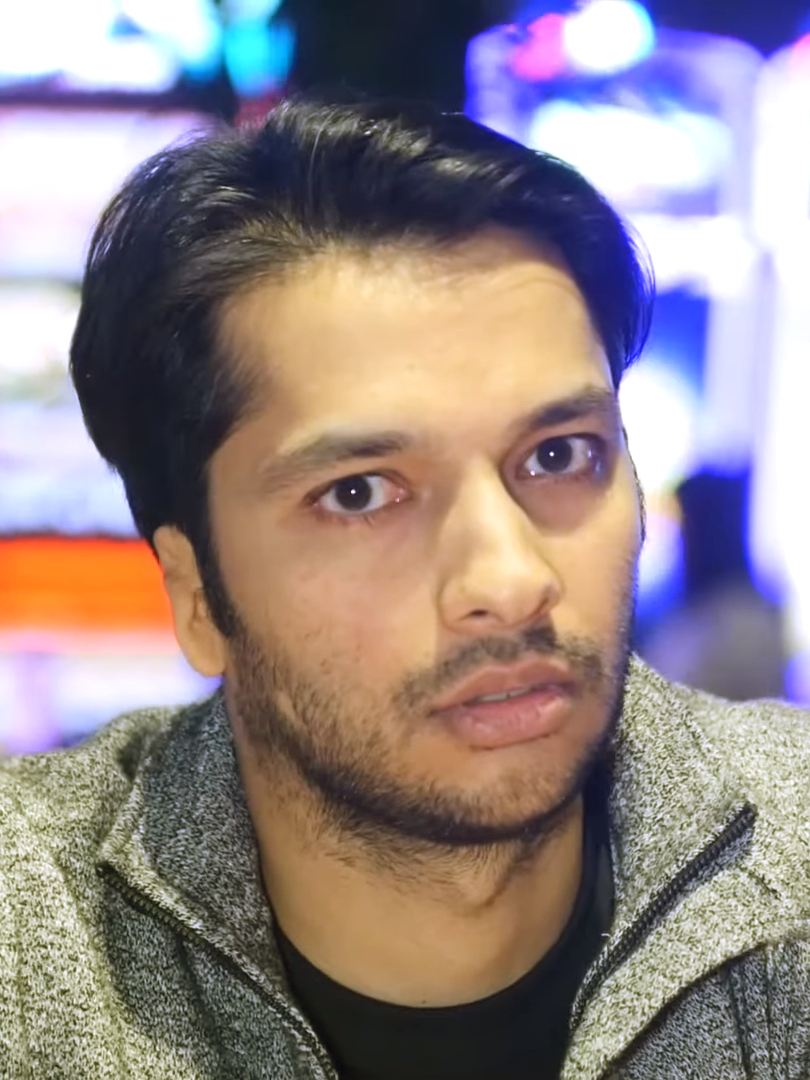
Mohsin Charania (2019)
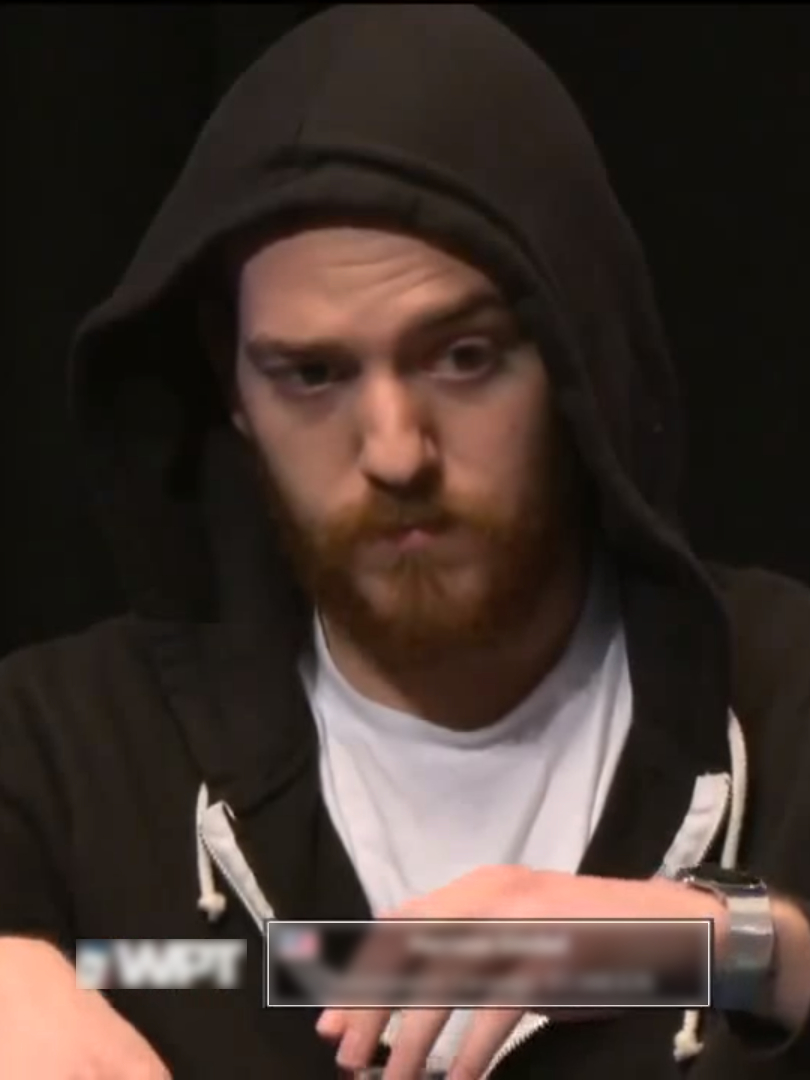
Harrison Gimbel (2015)
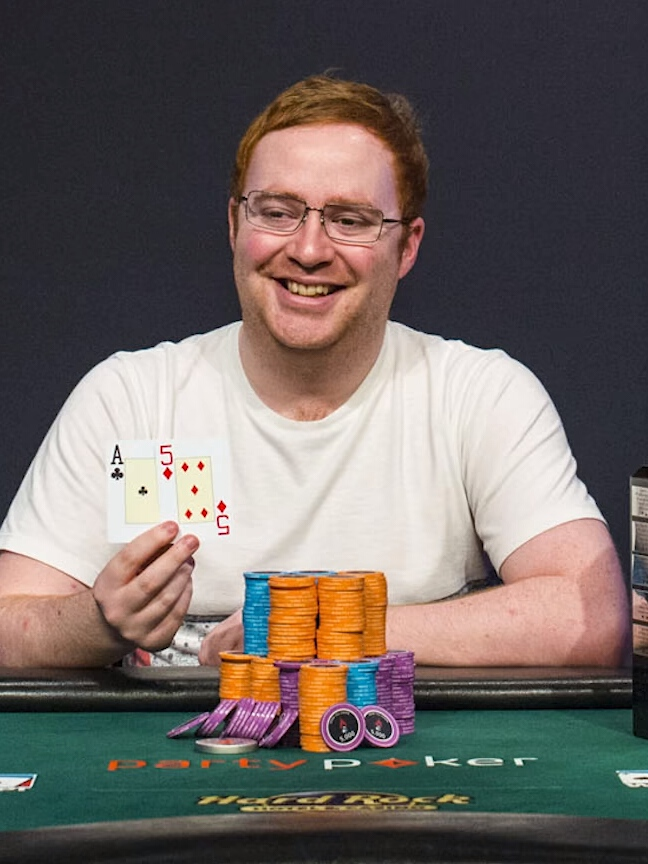
Niall Farrell (2016)
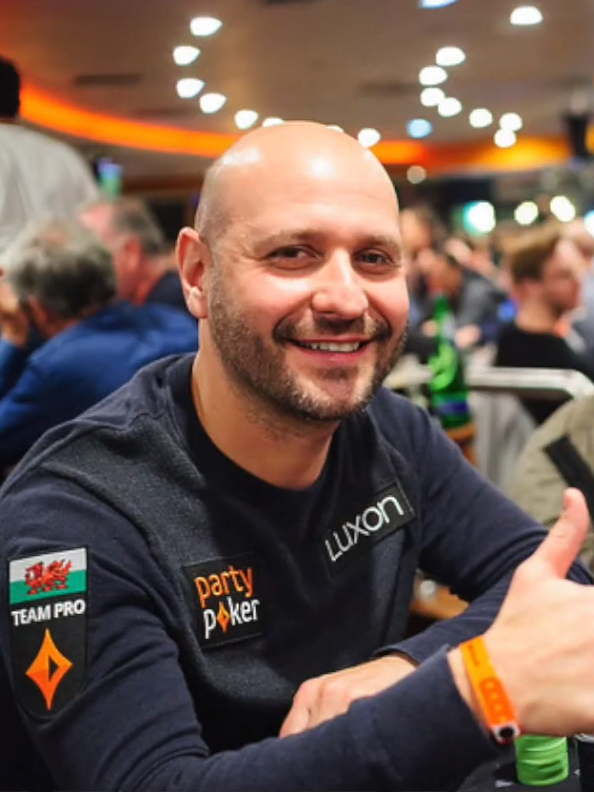
Roberto Romanello (2019)